# Josep de Vilamala
Josep de Vilamala (Banyoles?, ? - ?, 4 de juliol de 1720 ?) fou el darrer president de la Generalitat de Catalunya (22 de juliol de 1713 - 16 de setembre de 1714) abans de la primera abolició de la institució pel Decret de Nova Planta després del Setge de Barcelona i la derrota de l'11 de setembre de 1714.
Monjo sagristà del monestir de Sant Esteve de Banyoles. Assistí a la Junta de Braços del juny de 1713, en què es resolgué la resistència de Barcelona contra Felip V.
Tot i que el seu càrrec va viure unes circumstàncies de guerra similars a les de Pau Claris el 1640, la seva figura no va tenir tanta transcendència per raó de les Juntes de Defensa del Govern provisional de Catalunya, que deixaren la Generalitat en un segon terme.
El conflicte, fruit de la Guerra de Successió, va acabar després d'una obstinada defensa, mantinguda per gent de tots els estaments i amb tropes valencianes i mallorquines a les ordres del conseller en cap del Consell de Cent, Rafael Casanova; Barcelona capitulà el 12 de setembre de l'any 1714. Un decret de 16 de setembre de José Patiño declara cancel·lada la Generalitat i destituïts tots els seus càrrecs.